# ۵۵۵ (پیش از میلاد)
۵۵۵ (پیش از میلاد) ۵۵۵مین سال قبل از تقویم میلادی است.